# Chonemorpha assamensis
Chonemorpha assamensis är en oleanderväxtart som beskrevs av Caetano Xavier Furtado. Chonemorpha assamensis ingår i släktet Chonemorpha och familjen oleanderväxter. Inga underarter finns listade i Catalogue of Life.